# Thereselia modesta
Thereselia modesta là một loài bọ cánh cứng trong họ Cerambycidae.